# Astoria – Ditmars Boulevard
Astoria – Ditmars Boulevard – stacja początkowa metra nowojorskiego, na linii N i Q. Znajduje się w dzielnicy Queens, w Nowym Jorku i zlokalizowana jest przed stacją Astoria Boulevard. Została otwarta 19 lipca 1917.